# Mike Ness
Michael James Ness (Stoneham, Massachusetts, 3 april 1962), is een Amerikaanse muzikant. Hij is de zanger en enige origineel bandlid van Social Distortion. Als soloartiest bracht Ness ook twee albums uit. Met het materiaal daar zijn soloalbums trad hij onder meer op Woodstock 99 op.

## Discografie

### Solo
- Cheating at Solitaire (1999)
- Under the Influences (1999)

### Social Distortion
- Mommy's Little Monster (1983)
- Prison Bound (1988)
- Social Distortion (1990)
- Somewhere Between Heaven And Hell (1992)
- White Light, White Heat, White Trash (1996)
- Sex, Love and Rock 'n' Roll (2004)
- Hard Times and Nursery Rhymes (2011)

- Biblioteca Nacional de España: XX1386079
- Bibliothèque nationale de France: cb140297812 (data)
- Gemeinsame Normdatei: 135011663
- International Standard Name Identifier: 0000 0000 5937 194X
- Library of Congress Control Number: no00018430
- MusicBrainz: 45d7e6e8-c5bf-4c59-a79e-c7bb2e9b2cc9
- Virtual International Authority File: 44499344
- WorldCat: E39PBJmhVdGGjPPGk6HHQrCJDq